# 호른 소나타 (베토벤)
루트비히 판 베토벤은 1800년에 호른 연주자인 지오반니 푼토를 위해 호른 소나타 바장조, 작품 번호 17을 작곡했다.

## 작곡 및 배경
베토벤의 제자인 페르디난트 리스에 의하면, 베토벤은 연주회가 있는 당일의 하루 전에 소나타를 종이에 작성했다:
"그는 거의 항상 끝낼 예정이었던 대부분의 작품의 구성을 마지막 순간까지 연기했습니다. 그는 유명한 호른 연주자 지오반니 푼토를 위해 피아노와 호른을 위한 소나타, 작품 번호 17을 작곡하고 푼토의 연주회에서 그와 함께 연주하겠다고 말했습니다. 연주회 날짜는 발표되었지만 그는 작업을 시작하지 않았습니다. 그는 연주회 전날 작업을 시작했고, 그렇게 해서 연주회를 마쳤습니다."
베토벤은 자연 호른을 위해, 저음을 담당하는 제2호른(베이스 호른)의 표현양식을 사용하여 이 작품을 썼다. 베토벤은 1악장과 3악장에 급속한 아르페지오를 도입시키는 한편, 비정상적으로 낮은 사 음을 사용하고 있다. 이는 모두 푼토가 전문으로 행했던 베이스 호른 주법의 특징이었다.

## 초연
초연은 1800년 4월 18일 빈의 케른트너토르 극장에서 푼토의 호른 독주와 베토벤의 피아노 연주로 이루어졌다. 베토벤은 이 작품의 작곡 당시에는 아직 빈 밖에서 잘 알려져 있지 않았는데, 푼토와 베토벤이 페슈트에서 연주회를 갖고 공연을 마쳤을 때, 헝가리의 한 비평가는 "이 베토벤은 누구입니까? 그의 이름은 우리에게 잘 알려지지 않았습니다. 물론 푼토는 잘 알려져 있습니다."라고 썼다.
Allgemeine Musikischen Zeitung ("일반음악신문")의 빈 특파원은 이 작품이 너무나 인기가 많아 푼토가 한번 더 연주해야 했다고 말했다:
"유명하고, 지금은 아마도 세계에서 가장 위대한 프렌치 호른 연주자인 푼토가 현재 빈에 있습니다. 그는 최근에 한 음악을 연주했습니다. 무엇보다도 베토벤이 작곡하고 그와 푼토가 연주한 포르테피아노와 프렌치 호른을 위한 소나타가 너무 유명하고 인기가 높아 케른트너토르 극장에서 다 카포와 큰 박수를 금지하는 새로운 극장 규정에도 불구하고, 거장들은 작업이 끝났을 때, 매우 큰 박수로 감동을 받아 모든 것을 다시 시작하고 다시 연주했습니다."
베토벤과 푼토는 두번 더 이 작품의 연주회를 가졌다: 1800년 5월 7일 부더에서, 1801년 1월 30일 빈에서.

## 출판
이 작품의 초판은 1801년 빈의 몰로를 통해 이루어졌다. 헌정은 1794년부터 1806년에 걸쳐 빈 극장의 부지배인을 지낸 페터 폰 브라운 남작의 부인인 요제피네에게 이루어졌다.
그 시기의 많은 작품들과 마찬가지로 작품은 잠재 시장을 넓혀야 했기 때문에, 베토벤 자신이 직접 제작한 것으로 보이는 첼로 소나타로의 편곡도 이루어졌으며, 이후에 이것은 Sonata pour le Forte-Piano avec un Cor ou Violoncelle ("호른 또는 첼로와 함께 피아노포르테에 의해 연주되는 소나타")라는 제목으로 출판되었다.
비르투오소 오보이스트 카를 킴에 의해 현악 사중주로도 편곡이 이루어지고 있으며, 이것은 1817년 짐로크 사에서 출판되었다. 이외에도 여러 대체 버전이 존재한다.

## 악장 구성
이 작품은 세 개의 악장으로 구성되어 있다. 연주 시간은 15분 정도가 소요된다.

### 제1악장. 알레그로 모데라토 (바장조)
4/4 박자, 호른이 하강음형을 나타내며 시작한다. 이것을 피아노가 이어받아 제1주제를 제시한다. 경과부를 마치면 원격조의 마단조로 제2주제가 나타난다. 그 후 연주 효과가 큰 피아노 패시지를 사이에 두고 간결한 코다를 두어 제시부의 반복이 된다. 전개부는 제1주제, 제2주제를 다루다가 마침내 재현부에 이른다. 화려한 코다가 놓여져 밝게 닫힌다.

### 제2악장. 포코 아다지오, 콰지 안단테 (바단조)
2/4 박자, 17소절로 아주 짧다. 부점음표 리듬에 의한 주제가 주어져 아타카 피날레로 연결된다.

### 제3악장. 론도 - 알레그로 모데라토 (바장조)
2/2 박자, 음정이 다른 4 음을 중심으로 하는 주제가 론도 주제가 된다. 색채가 풍부한 호른 파트에 유려한 피아노가 더해진다. 론도 주제는 나단조의 것을 포함한 부주제와 번갈아가며 진행되며 마지막에는 론도 주제를 이용한 코다가 템포를 떨어뜨린 뒤 알레그로 몰토가 되어 힘차게 전곡의 막이 내려진다.

## 참조
1. ↑  Franz Gerhard Wegeler und Ferdinand Ries, Biographische Notizen über Ludwig van Beethoven, Koblenz 1838, S. 82 (Digitalisat)
2. ↑  Cummings 2017
3. ↑  Cummings 2017
4. ↑  Allgemeine musikalische Zeitung, Jg. 2, Nr. 40 vom 2. Juli 1800, Sp. 704 (Digitalisat)
5. ↑  Anderson 2003
6. ↑  “BEETHOVEN: Cello Sonatas Nos. 1 and 2, Op. 5 / 7 Variations, WoO 46”. Naxos. 2020년 9월 28일에 원본 문서에서 보존된 문서. 2020년 12월 13일에 확인함.
7. ↑  Score, Beethoven: Horn Sonata, Breitkopf und Härtel, Leipzig
8. ↑  (영어) 호른 소나타 - 올뮤직. 2020-08-23에 확인.

출처
- Anderson, Keith (2003). 《Beethoven:String Quintets, Opp. 1, 11 and 17》 (CD). Naxos Records. 8.553827. 2018년 8월 3일에 원본 문서에서 보존된 문서. 2020년 12월 25일에 확인함.
- Parr-Scanlin, Denise (2005). Beethoven as Pianist: A View Through the Early Chamber Music (틀:PDF) (D. M. A). University of Texas.
- Tatum, Bradley Alan (2010). Austro-German Classical Era Horn Works: A Study in Style and Performance Practice (PDF) (D. M. A). University of Maryland.